# Augustin-Henri Delattre
Augustin-Henri Delattre, oft einfach nur Henri Delattre genannt, auch Henri de Lattre geschrieben, (* 28. September 1801 (entspricht 8. Vendémiaire X) in Saint-Omer, Département Pas-de-Calais Frankreich; † 11. Juni 1876 in Paris im 12. Arrondissement) war ein französischer Tiermaler und Porträtkünstler.

## Leben
Augustin-Henri Delattre war der Sohn von Louis Henri Delattre und Eugénie Lemaire. Sein Bruder Adolphe Delattre war ebenfalls Künstler und Ornithologe. 1824 stellte er erstmals im Salon de Paris das Bild Interior d'écurie aus. Delattres Bildthematik konzentrierte sich auf Landschaften mit Tieren, rustikale Ausstattungen und vor allem Tierporträts. Meist handelte es sich dabei um Pferde, aber auch andere Tiere wie Hunde, Stiere und Widder. Während der Regierungszeit von Louis-Philippe I. galt er in Frankreich als angesagter Künstler. 1835 malte er in der Normandie und in der Schweiz. Nach der Februarrevolution 1848 ging er zunächst ins US-amerikanische Exil. Am 7. März 1849 schrieb Alexis de Tocqueville einen Brief an Francis Lieber, in dem er Delattre als sehr talentierten Künstler und ehrenwerten Charakter pries und Lieber um Unterstützung für sein Schaffen bat. In den Jahren zwischen 1849 und 1855 lebte Delattre in Philadelphia. 1850 folgte ein Aufenthalt in Kanada. Um der Hitze des Sommers in den USA zu entfliehen, ging er auf die Grosse Île im Sankt-Lorenz-Strom, einer Quarantänestation für irische Einwanderer in der Nähe von Québec, um zu malen. Seine Werke stellte er von 1824 bis 1848 sowie 1863 bis 1875 im Salon de Paris aus. 1838 hatte er eine Ausstellung in der British Institution in London und von 1849 bis 1865 eine in der Pennsylvania Academy of Arts. Weitere Reisen führten ihn an die Finger Lakes und ins Genesee-Tal. Seine Bilder belegen, dass er sich auch in Boston, Portsmouth und Maine aufhielt. Weitere Ausstellungen mit Werken von Delattre fanden in der National Academy of Design in New York City und bei der Maryland Historical Society statt. In seiner Zeit in Quebec gewann er einige künstlerische Wettbewerbe mit einer Goldmedaille und weitere Geldpreisen. Sein wichtigstes amerikanisches Werk zeigte den General und Politiker Zachary Taylor bei einem Pferderennen.

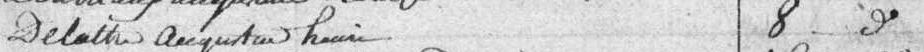
Eintrag seiner Geburt 8. Vendémiaire X Saint-Omer

Eintrag seines Todes im 12. Arrondissement von Paris

## Dedikationsnamen

Henry De Lattre's Cazique gemalt von Henry Constantine Richter

Adolphe Delattre widmete zusammen mit Lesson im Jahre 1839 sowohl den französischen Trivialnamen Oiseaux-Mouche Henry, als auch das wissenschaftliche Taxon Ornismya Henrica seinem Bruder. So schrieben sie: Dédié à Henry De Lattre, voyageur et frère de M. De Lattre. Später stellte sich heraus, dass diese Art als Rotkehlnymphe (Lampornis amethystinus) bereits 1827 von William Swainson beschrieben wurde. Trotzdem findet man bei John Gould auch den Trivialnamen Henry De Lattre's Cazique (Delattria henrici) für den gleichen Kolibri. Robert Ridgway verwendet in seinem Buch The humming birds den Trivialnamen Henri Delattre's Humming Bird.

## Bilder
- Bay Horse in a Stable 1855[7]
- Bonnets o Blue[8]
- Boston 1849[9]
- Jerrys Spotted Arabian 1854[10]
- Philo 1856[11]
- Portsmouth with Dog[12]
- Ripton 1839[13]
- Two Chestnuts in a Landscape 1855[14]
- Spaniel Head Study[15]
- The Race between Mac and Zachary Taylor at Hunting Park Course, 1849[16]
- Spotted Arabian 1852[17]
- Head of a bull (after Paulus Potter)[18]
- The Percheron stud "Diligence" in a stall & Percheron mare "Joan of Arc" with foal "Diligence II" in a stable; pair[19]
- Zwei Pferde auf der Koppel, 1849[20]
- Portrait of a Gent with dog[21]
- "Flying Dutchman" ridden by Hiram Woodruff[22]